# Oligota haleakalae
Oligota haleakalae är en skalbaggsart som beskrevs av Sharp 1908. Oligota haleakalae ingår i släktet Oligota och familjen kortvingar. Inga underarter finns listade i Catalogue of Life.